# Phil Woosnam
Phillip Abraham Woosnam (ur. 22 grudnia 1932 w Caersws, Walia, zm. 19 lipca 2013 w Marietta, stan Georgia, USA) – walijski piłkarz grający na pozycji napastnika, trener. Wieloletni komisarz NASL.

## Kariera piłkarska
Phil Woosnam zaczął grać w piłkę nożną w Montgomeryshire Schoolboys. Z młodzieżową reprezentacją Walii zdobywał już pierwsze osiągnięcia międzynarodowe. Zaliczył w niej osiem meczów, a debiut zaliczył w 1951 roku przeciwko Anglii. Był kapitanem drużyny uniwersyteckiej Bangor University podczas uniwersyteckich mistrzostw Walii.
Phil Woosnam odbył również służbę wojskową w Royal Artillery. Został wyróżniony do Army XI razem z innymi piłkarzami: Maurice’a Settersa z West Bromwich Albion, Eddiego Colmana i Duncana Edwardsa z Manchesteru United.
Podczas swojej kariery piłkarskiej grał w klubach: Wrexham, Peritus, Manchester City, Caersws, Aberystwyth Town oraz w amatorskich klubach: Sutton United i Middlesex Wanderers, zanim został piłkarzem Leyton Orient. Reprezentował również drużynę London XI w meczu przeciwko Lausanne Sports na stadionie Brisbane Road. Woosnam został w 1955 roku ogłoszony najlepszym amatorskim piłkarzem roku.
W listopadzie 1958 roku Phil Woosnam w wieku 26 lat przeszedł za 30,000 funtów do West Ham United i w związku z rozpoczęciem profesjonalnej kariery zrezygnował z pracy nauczyciela fizyki w Leyton County High School for Boys. Debiut w West Ham United zaliczył w 1959 roku w meczu przeciwko Arsenalowi Londyn. W sumie dla West Ham United w latach 1959–1962 rozegrał w ekstraklasie angielskiej 138 meczów i strzelił 26 goli.
Phil Woosnam w 1962 roku przeszedł za 30,000 funtów do Aston Villa i do 1966 roku rozegrał w ekstraklasie angielskiej 106 meczów i strzelił 24 gole.

### Kariera reprezentacyjna
Phil Woosnam w reprezentacji Walii zadebiutował w 1959 roku w meczu przeciwko Szkocji. W sumie w latach 1959–1963 rozegrał w drużynie narodowej rozegrał 17 meczów i strzelił 3 gole.

## Kariera trenerska
W 1966 roku Phil Woosnam wyemigrował do Stanów Zjednoczonych, gdzie został grającym trenerem Atlanta Chiefs. W sezonie 1968 roku zdobył tytuł mistrza USA oraz nagrodę Trenera Roku w NASL.
Phil Woosnam prowadził również kilka meczów reprezentacji USA w 1968 roku. W 1969 roku został mianowanym komisarzem NASL, którym był aż do 1983 roku. W 1982 roku został dyrektorem markeringu w USSF. Jest członkiem National Soccer Hall of Fame (Galeria Sław Piłki Nożnej w USA).

## Życie prywatne
Phil Woosnam jest krewnym znanego walijskiego golfisty Iana Woosnama i bratankiem angielskiego sportsmena Maxa Woosnama. Phil Woosnam ma również obywatelstwo amerykańskie.

## Osiągnięcia szkoleniowe
- Mistrz USA: 1968
- Trener Roku w NASL: 1968